# Andrej di Perejaslav e Volinia
Andrej Vladimirovič, conosciuto anche come il Generoso (in russo Андрей Владимирович Добрый Волынский и Переяславский?), (Perejaslav, 11 agosto 1102 – Perejaslav, 22 gennaio 1141) è stato un principe russo, principe di Volinia dal 1119, principe di Perejaslav dal 1135, uno dei figli più giovani di Vladimir Monomaco ed Eufemia.
Nel 1119, suo padre nominò Andrej in Volinia (dopo la morte di Roman).
A causa della Volinia, Andrej dovette sopportare una lotta con il principe Jaroslav Svjatopoličič, figlio dell'ex granduca Svjatopolk Izjaslavič, che regnò a Volinia fino alla rottura con Monomaco. Jaroslav chiese aiuto ai polacchi, ungheresi e cechi, ma fu ucciso nel 1123 durante l'assedio della Volinia.
Nel 1128, Andrej, insieme ad altri principi, fu inviato da suo fratello, Mstislav, per espellere i principi di Polack. Nel 1135, Andrej si mise a regnare a Perejaslav e riuscì a difendere questo potere, dalle invasioni di Vsevolod II, ostile nei confronti dei figli di Monomaco. Essendo diventato principe di Kiev, Vsevolod diede a suo fratello Svjatoslav il regno di Kursk e promise, in seguito, di dargli Perejaslav. Svjatoslav prese il potere a Kursk ed andò a combattere con Andrej Vladimirovič per prendersi il regno di Perejaslav, ma fu sconfitto.
Fu sepolto il mattino del 23 gennaio 1141 nel Monastero di San Michele.

## Figli e moglie
È stato sposato dal 1117 con la nipotina del Khan di Cumano, Tugorkan. Figli:
- Vladimir di Dorogobuž;
- Jaropolk Andreevič;
- Vjačeslav Andreevič.

## Ascendenza
|                                |   |                      | Genitori              |  |  | Nonni |  |  | Bisnonni           |  |  | Trisnonni          |  |
|                                |   |                      |                       |  |  |       |  |  | Jaroslav I di Kiev |  |  | Vladimir I di Kiev |  |
|                                |   |                      |                       |  |  |       |  |  | Jaroslav I di Kiev |  |  | Vladimir I di Kiev |  |
|                                |   | Rogneda di Polack    |                       |  |  |       |  |  | Jaroslav I di Kiev |  |  |                    |  |
| Vsevolod di Kiev               |   |                      |                       |  |  |       |  |  | Jaroslav I di Kiev |  |  |                    |  |
|                                |   | Ingegerd Olofsdotter | Olof III di Svezia    |  |  |       |  |  |                    |  |  |                    |  |
|                                |   | Ingegerd Olofsdotter | Olof III di Svezia    |  |  |       |  |  |                    |  |  |                    |  |
|                                |   | Ingegerd Olofsdotter | Estrid degli Obotriti |  |  |       |  |  |                    |  |  |                    |  |
| Vladimir II di Kiev            |   | Ingegerd Olofsdotter |                       |  |  |       |  |  |                    |  |  |                    |  |
|                                |   | …                    | …                     |  |  |       |  |  |                    |  |  |                    |  |
|                                |   | …                    | …                     |  |  |       |  |  |                    |  |  |                    |  |
|                                |   | …                    | …                     |  |  |       |  |  |                    |  |  |                    |  |
| Anastasia di Bisanzio          |   | …                    |                       |  |  |       |  |  |                    |  |  |                    |  |
|                                |   | …                    | …                     |  |  |       |  |  |                    |  |  |                    |  |
|                                |   | …                    | …                     |  |  |       |  |  |                    |  |  |                    |  |
|                                |   | …                    | …                     |  |  |       |  |  |                    |  |  |                    |  |
| Andrej di Perejaslav e Volinia |   | …                    |                       |  |  |       |  |  |                    |  |  |                    |  |
|                                | … | …                    |                       |  |  |       |  |  |                    |  |  |                    |  |
|                                | … | …                    |                       |  |  |       |  |  |                    |  |  |                    |  |
|                                | … | …                    |                       |  |  |       |  |  |                    |  |  |                    |  |
| …                              | … |                      |                       |  |  |       |  |  |                    |  |  |                    |  |
|                                |   | …                    | …                     |  |  |       |  |  |                    |  |  |                    |  |
|                                |   | …                    | …                     |  |  |       |  |  |                    |  |  |                    |  |
|                                |   | …                    | …                     |  |  |       |  |  |                    |  |  |                    |  |
| Eufemia                        |   | …                    |                       |  |  |       |  |  |                    |  |  |                    |  |
|                                |   | …                    | …                     |  |  |       |  |  |                    |  |  |                    |  |
|                                |   | …                    | …                     |  |  |       |  |  |                    |  |  |                    |  |
|                                |   | …                    | …                     |  |  |       |  |  |                    |  |  |                    |  |
| …                              |   | …                    |                       |  |  |       |  |  |                    |  |  |                    |  |
|                                |   | …                    | …                     |  |  |       |  |  |                    |  |  |                    |  |
|                                |   | …                    | …                     |  |  |       |  |  |                    |  |  |                    |  |
|                                |   | …                    | …                     |  |  |       |  |  |                    |  |  |                    |  |
|                                |   | …                    |                       |  |  |       |  |  |                    |  |  |                    |  |